# Calafell

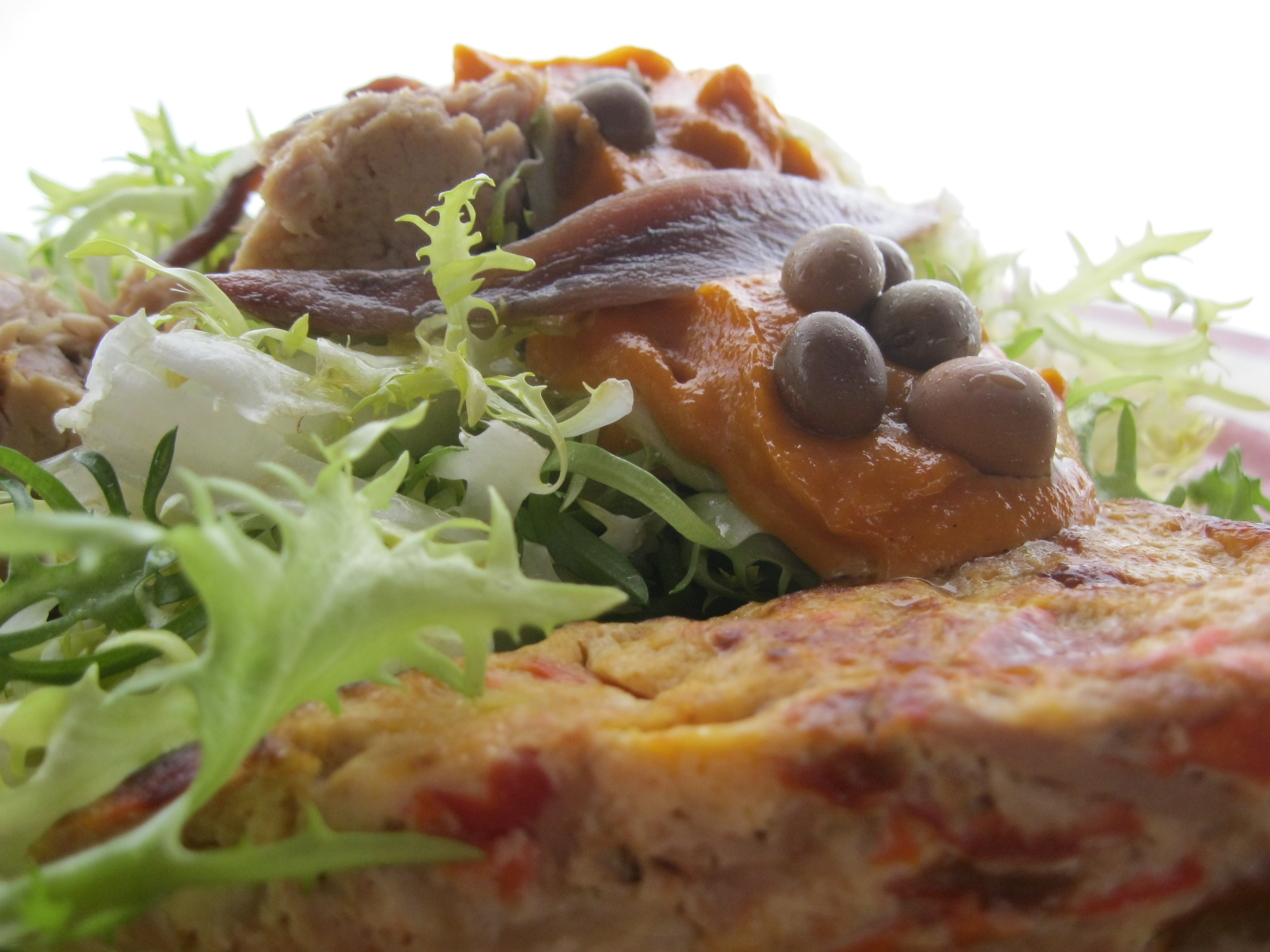
El xató de Calafell

Calafell es un municipio perteneciente a la provincia de Tarragona, en la comarca del Bajo Penedés (Cataluña, España). En 2022, según el Instituto de Estadística de Cataluña, contaba con una población de 29 102 habitantes. El término cuenta con tres núcleos principales, denominados Calafell, Segur de Calafell y La Playa de Calafell; además de varias urbanizaciones, Calafell Residencial, L'Estany , Mas Mel, Mas Romeu, Montmar, Segur de Dalt, Valldemar, Alorda Park, Bellamar, Bellamel, Bonanova, Brises, Calafell Parc.

## Historia
La primera población de Calafell data de la época ibera, construida durante la segunda mitad del siglo VI a. C. y abandonada en el siglo I a. C.; actualmente se pueden visitar sus restos en el yacimiento de la Ciudadela Ibérica de Calafell. Posteriormente en el mismo lugar se construyó una gran domus romana perteneciente a una familia patricia.
Calafell significa castillo pequeño y proviene del latín y el árabe. Aparece documentado en el 999 como l'Espluga de Calafell y pertenecía al término de Castellet. La zona fue dividida entre el monasterio de Sant Cugat y Bernat Otger, señor de Castellet, en 1037. En 1076, tanto el castillo de Calafell como el término de Castellet pasaron a Ramón Berenguer I, que los compró por 800 marcos de oro.
El municipio se vio afectado por diversas plagas como la peste, que, unidas a los periodos de guerra, diezmaron de forma considerable la población. Mientras que en 1388 se registraban 44 fuegos, en 1553 tan sólo quedaban 21. Con una economía basada en la agricultura, la falta de mano de obra impidió una rápida recuperación. El aumento demográfico no llegó hasta el siglo XVIII, y en 1787 ya contaba con 493 habitantes.
En 1947, a partir del proyecto de Ciudad Jardín se comienza a desarrollar este nuevo núcleo urbano en la zona conocida como Quinta de San Miguel de Segur. Se trataba de una urbanización con segundas residencias que prosperó gracias a la creación de un apeadero de tren. Aunque en principio su población residía ahí sólo en periodos vacacionales, poco a poco se fue estableciendo en la zona durante todo el año. Se ha convertido en el núcleo con más habitantes censados de los tres que componen el término municipal.

## Geografía
Calafell, con un territorio municipal de 20 kilómetros cuadrados, forma parte de la comarca del Bajo Penedés, en la provincia de Tarragona. Aunque su provincia sea Tarragona, la comarca hace frontera con la provincia de Barcelona. 
El municipio de Calafell se divide, actualmente, en tres núcleos y 28 urbanizaciones. Esta división territorial ha evolucionado con el tiempo, pero se ha convertido en un punto muy importante en la política del municipio. Antes de que Segur de Calafell naciera como la urbanización más grande de toda Europa (actualmente ya desbancada), el municipio de Calafell se dividía entre pueblo y playa. La gente del pueblo eran llamados "terrosos" y los de la playa "pulpos"; pero en los años cuarenta apareció el tercer núcleo, Segur de Calafell. A medida que este último ha ido creciendo, la división se ha convertido en gente de Segur, gente del pueblo y gente de la playa.

## Demografía
Calafell cuenta con una población de 31 828 habitantes (INE 2024).
| Gráfica de evolución demográfica de Calafell entre 1842 y 2021                                                      |
| |
| Población de derecho según los censos de población del INE Población de hecho según los censos de población del INE |

## Economía
Una de las principales actividades económicas es la del turismo, sobre todo en la zona de Calafell playa, actividad que empezó a desarrollarse con fuerza en la década de 1960. Existen numerosos edificios de apartamentos y hoteles. 
La economía tradicional se basaba en la agricultura de secano y la pesca. El principal cultivo es el de la viña, seguida por los cereales y olivos.
Aunque fue una de las principales fuentes de ingresos durante el siglo XVII, quedan hoy en día pocos barcos pesqueros, que pescan en aguas poco profundas.

## Administración y política

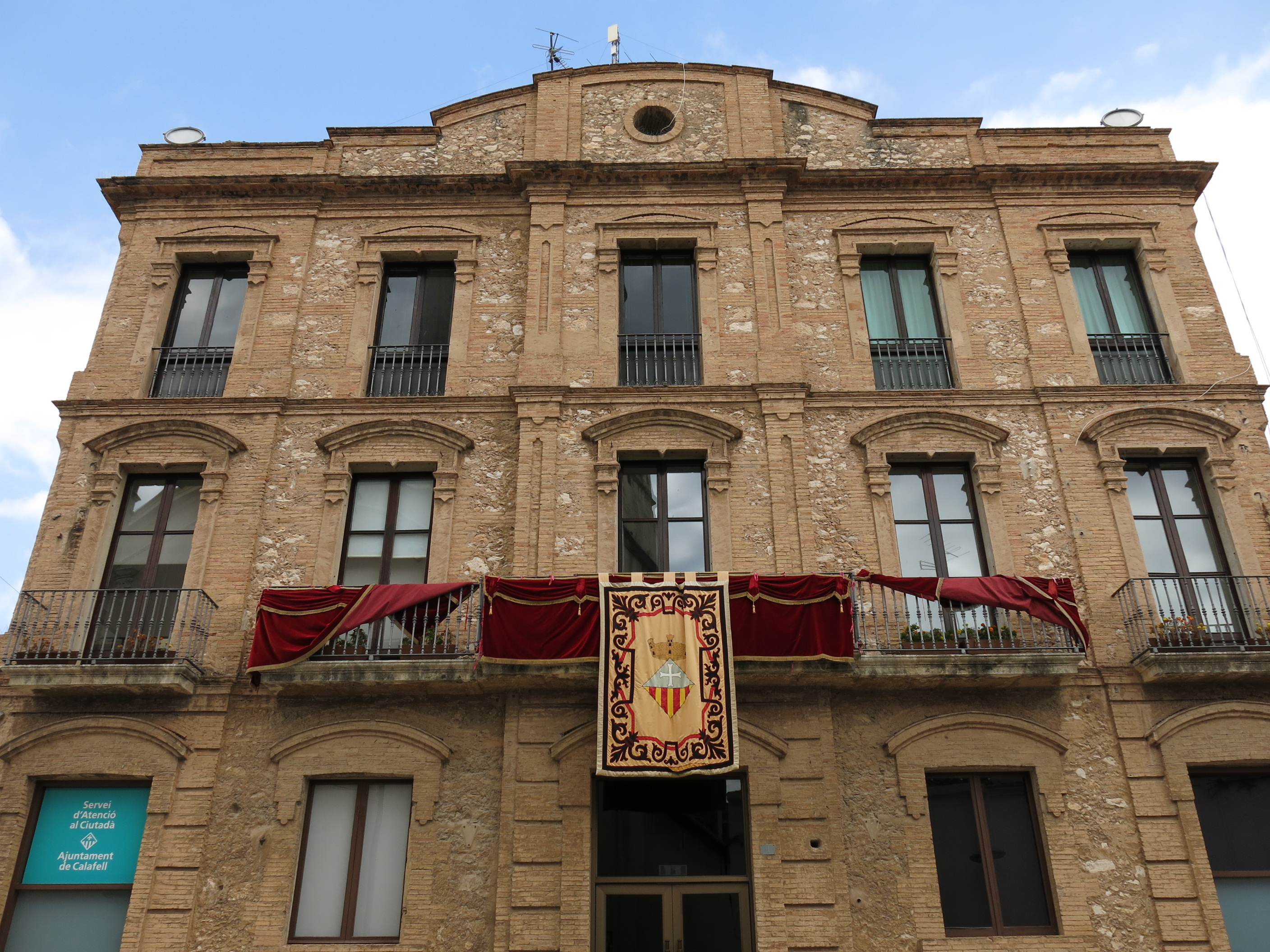
Ayuntamiento de Calafell

| Periodo   | Nombre                                          | Partido | Partido                                    |
| --------- | ----------------------------------------------- | ------- | ------------------------------------------ |
| 1979-1983 | Joan Ortoll Tetas                               |         | Convergència i Unió (CiU)                  |
| 1983-1987 | Jaime Ferrerons Virgili i Joan Colet Llagostera |         | Partit dels Socialistes de Catalunya (PSC) |
| 1987-1999 | Joan Maria Triadó                               |         | Convergència i Unió (CiU)                  |
| 1999-2001 | Jordi Sánchez Solsona                           |         | Partit dels Socialistes de Catalunya (PSC) |
| 2001-2002 | Josep Parera Ribell                             |         | Partit dels Socialistes de Catalunya (PSC) |
| 2002-2003 | Jordi Sánchez Solsona                           |         | Partit dels Socialistes de Catalunya (PSC) |
| 2003-2005 | Joan Maria Triadó                               |         | Convergència i Unió (CiU)                  |
| 2005-2007 | Joan Olivella Ricart                            |         | Convergència i Unió (CiU)                  |
| 2007-2011 | Jordi Sánchez i Solsona                         |         | Partit dels Socialistes de Catalunya (PSC) |
| 2011-2015 | Joan Olivella Ricart                            |         | Convergència i Unió (CiU)                  |
| 2015-act. | Ramon Ferré i Solé                              |         | Partit dels Socialistes de Catalunya (PSC) |

| Partido político                                         | 2023  | 2023  | 2023       | 2019  | 2019  | 2019       | 2015  | 2015  | 2015       | 2011  | 2011  | 2011       | 2007  | 2007  | 2007       |
| Partido político                                         | %     | Votos | Concejales | %     | Votos | Concejales | %     | Votos | Concejales | %     | Votos | Concejales | %     | Votos | Concejales |
| Partit dels Socialistes de Catalunya (PSC)               | 35,50 | 3417  | 10         | 35,64 | 3659  | 9          | 20,45 | 1800  | 5          | 22,11 | 1916  | 7          | 27,63 | 2266  | 7          |
| Esquerra Republicana de Catalunya (ERC)                  | 11,09 | 1068  | 3          | 14,11 | 1449  | 3          | 7,84  | 690   | 2          | 1,80  | 156   | 0          | 6,76  | 554   | 1          |
| Unió i Alternativa Municipal (UAM)                       | 10,42 | 1003  | 2          | 5,64  | 580   | 1          | 8,45  | 744   | 2          | 10,04 | 870   | 3          | —     | —     | —          |
| Partit Popular de Catalunya (PP)                         | 8,31  | 800   | 2          | 6,52  | 670   | 1          | 7,95  | 700   | 2          | 11,84 | 1026  | 3          | 6,55  | 537   | 1          |
| Vox                                                      | 7,97  | 768   | 2          | —     | —     | —          | —     | —     | —          | —     | —     | —          | —     | —     | —          |
| Candidatura d'Unitat Popular (CUP)                       | 6,87  | 662   | 1          | 7,26  | 746   | 2          | 9,69  | 853   | 2          | —     | —     | —          | —     | —     | —          |
| Junts per Catalunya (JxC)-Convergència i Unió (CiU)      | 5,16  | 497   | 1          | 8,26  | 848   | 2          | 22,58 | 1988  | 6          | 28,17 | 2441  | 8          | 26,56 | 2178  | 7          |
| En Comú Podem (ECP)-Iniciativa per Catalunya Verds (ICV) | 4,40  | 424   | 0          | 5,24  | 538   | 1          | 4,70  | 414   | 0          | 4,74  | 411   | 0          | 3,43  | 281   | 0          |
| Ciutadans (CS)                                           | 1,78  | 172   | 0          | 9,42  | 968   | 2          | 10,26 | 903   | 2          | 1,70  | 147   | 0          | 1,22  | 100   | 0          |
| Agrupació Democràtica Municipal de Calafell (ADMC)       | —     | —     | —          | —     | —     | —          | —     | —     | —          | 0,84  | 73    | 0          | 20,00 | 1640  | 5          |

### Urbanismo descontrolado

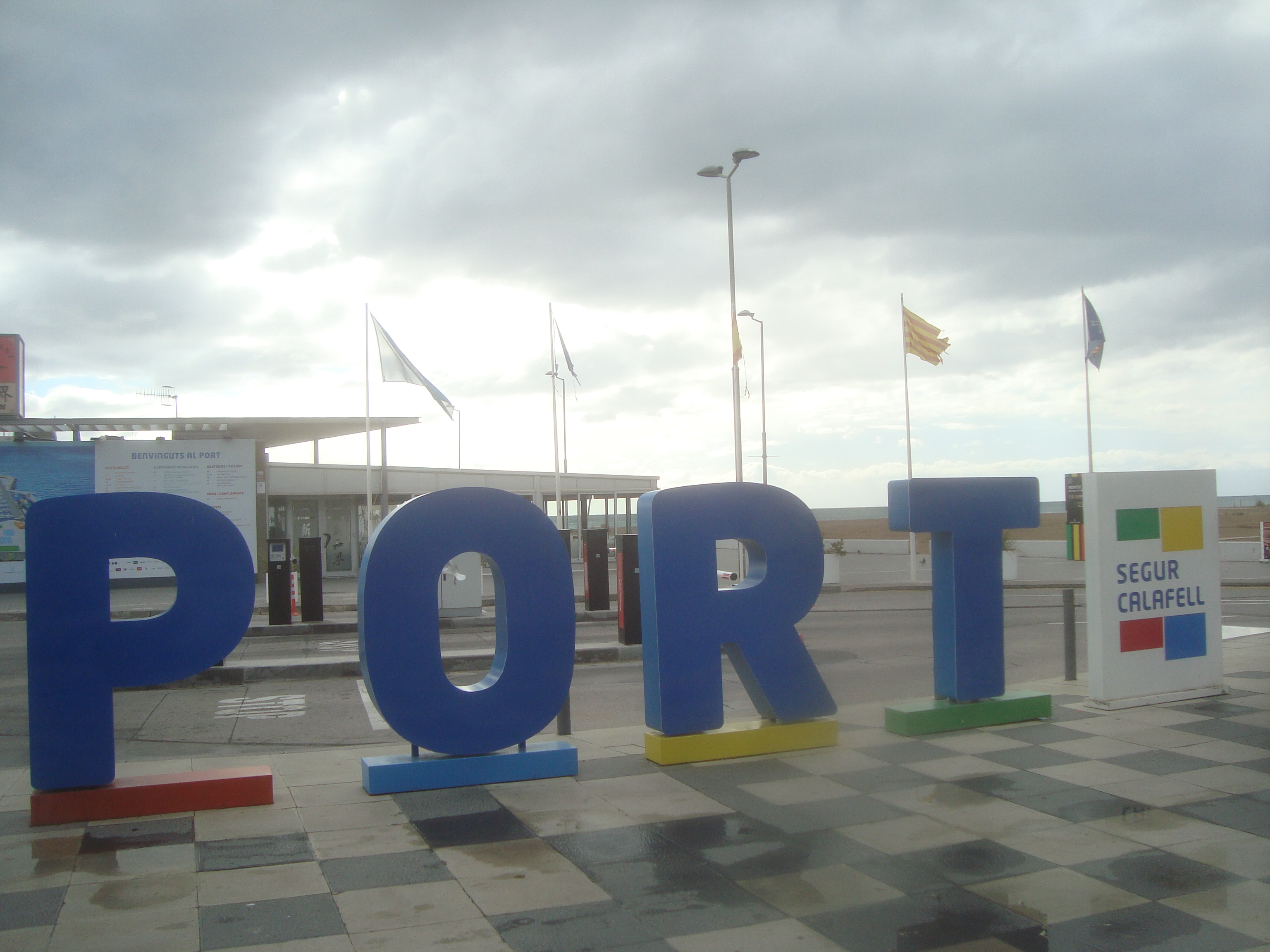
Port Segur-Calafell

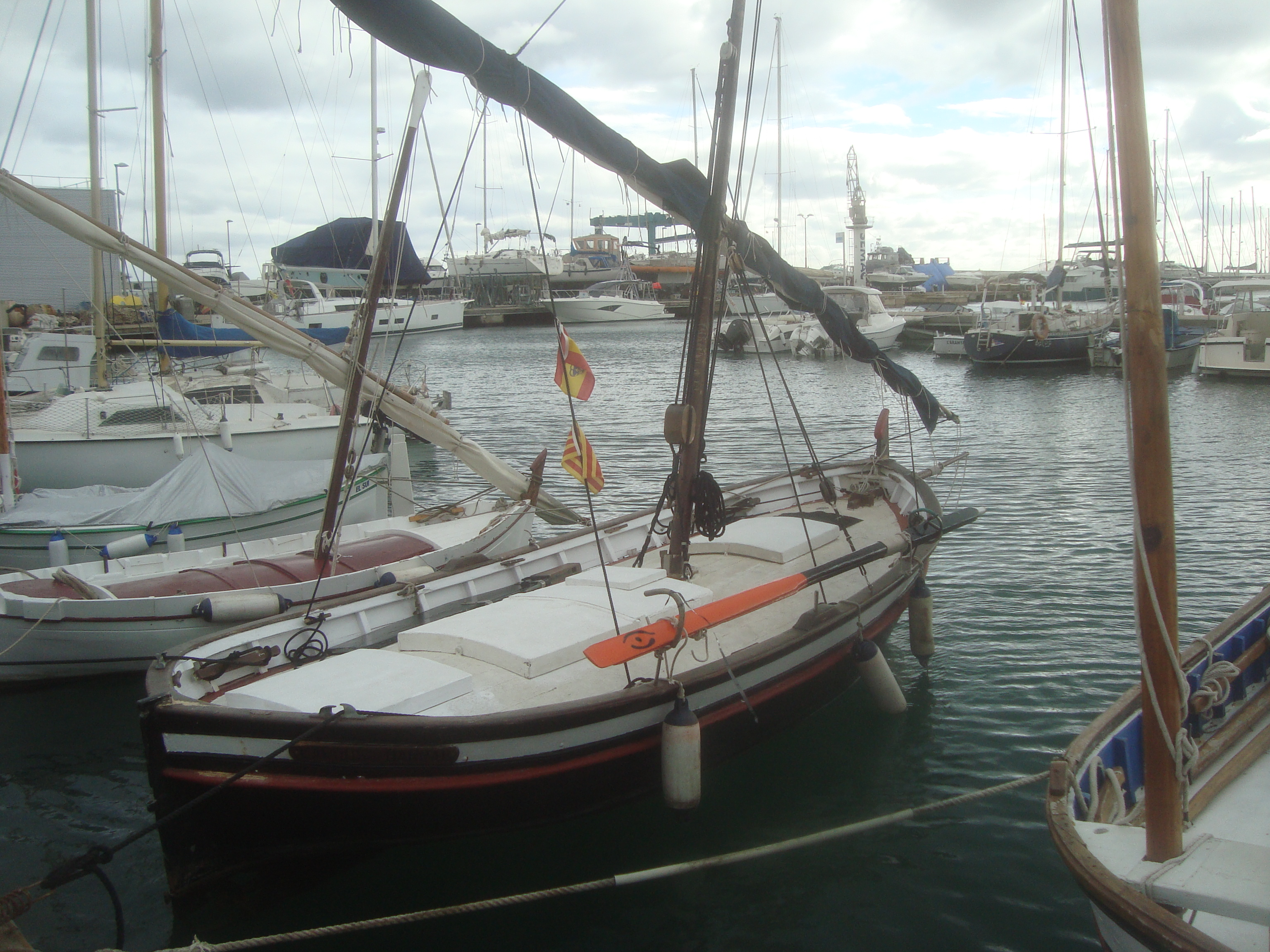
Port Segur

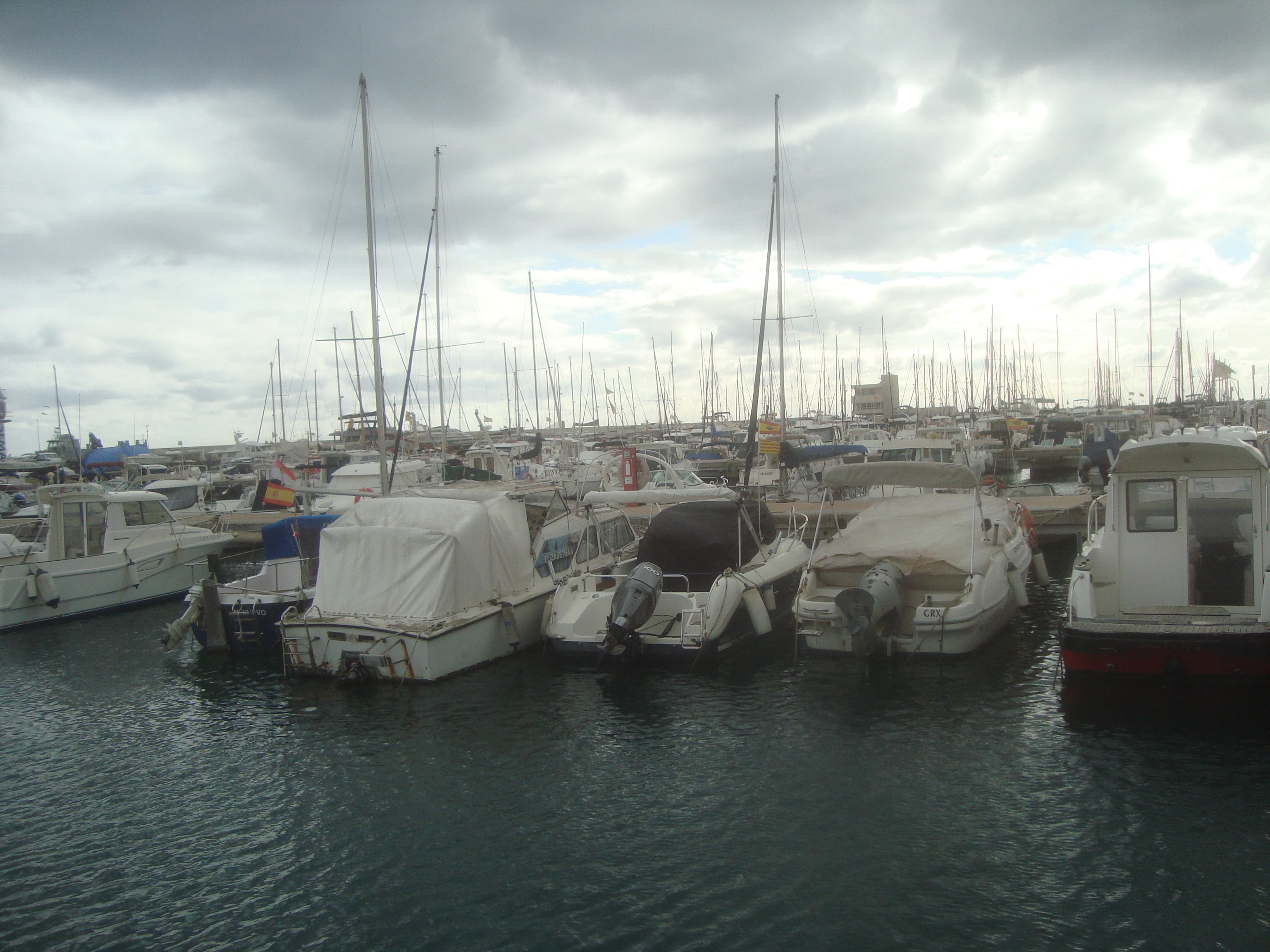
Port Segur

Calafell, junto con la gran mayoría de pueblos de la Costa Dorada ha sufrido un gran impacto ambiental y paisajístico, fruto del desorden urbanístico, en el que se construyó con desmedida grandes edificios en primera línea de mar solo para el uso ocasional de turistas. Estos impactos ecológicos fueron denunciados en muchas ocasiones por organizaciones ecologistas como ecologistas en acción, así como también por el editor y poeta residente en Calafell Carlos Barral (1928-1989).

### Destrucción de la cultura pesquera
A medida que creció el turismo la presión por el territorio fue cada vez mayor en Calafell, destruyéndose mucha de la cultura pesquera que había en la zona como las antiguas casas de pescadores que en la actualidad quedan menos de cinco siendo ahora protegidas, o la imposibilidad de los pescadores por hacer su trabajo en la playa, como es el de varar los barcos en la arena, o limpiar sus redes.
También ha habido una fuerte oposición hacia el puerto deportivo de Segur de Calafell, por ser de carácter privado y elitista, y no favorecer el trabajo de los pescadores. según dijeron varios opositores al proyecto.

## Cultura
Aún se conserva el castillo de Calafell, documentado por vez primera en 1037. En la Edad Media fue el centro del pueblo del que nació el actual municipio. A este período pertenece la iglesia de la Santa Creu del Castell, construida en el siglo XI. Es de estilo románico y de nave única. Tiene el ábside semicircular y su cubierta es de bóveda de cañón. El ábside estaba decorado con pinturas murales que aún se conservan. En su momento estuvo fortificada. Fue ampliada durante la Edad Media y, a partir del siglo XVI, se utilizó como hospital y cementerio.
En Calafell se encuentra uno de los yacimientos ibéricos más significativos de España, la ciutadella ibérica y en 1997 se descubrió otro yacimiento prehistórico en la Cova Foradada.
También se conserva una ermita del periodo románico, la de San Miguel de Segur. Aparece documentada por vez primera en 1238, cuando fue cedida al monasterio de Sant Cugat. En 1363 pasó a depender de la parroquia de Cubellas. Es de planta rectangular y nave única. La cubierta es de doble bóveda de crucería y tiene dos ábsides. La iglesia fue incendiada en 1936 y reformada por completo en la década de 1990.
La iglesia de San Pedro Pescador, realizada en el siglo XX, está protegida como Bien Cultural de Interés Local.
La actual iglesia parroquial fue construida en el siglo XIX. También está dedicada a la Santa Cruz, ya que se erigió para sustituir la antigua iglesia del castillo. Tiene tres naves y planta basilical. La portalada es de estilo neoclásico y está coronada por una imagen de Santa Elena.
Cada núcleo urbano celebra en diferentes fechas su fiesta mayor, debido a sus diferentes patronos: Calafell pueblo el 16 de julio (para la virgen del Carmen aunque la patrona es la Santa Creu), la playa el 29 de junio (su santo patrón es sant Pere) y Segur de Calafell el 29 de septiembre (cuyo patrón es san Miguel).
Gracias al escritor y editor Carlos Barral, Calafell ha sido punto de encuentro de grandes figuras de las letras internacionales. Los premios Nobel de literatura Octavio Paz y Gabriel García Márquez, Mario Vargas Llosa, Ángel González, Juan Marsé (que actualmente tiene una casa allí), Alfredo Bryce Echenique, Italo Calvino, José Manuel Caballero Bonald y otros muchos se acercaron a esta localidad en torno al poeta catalán.

### Turismo

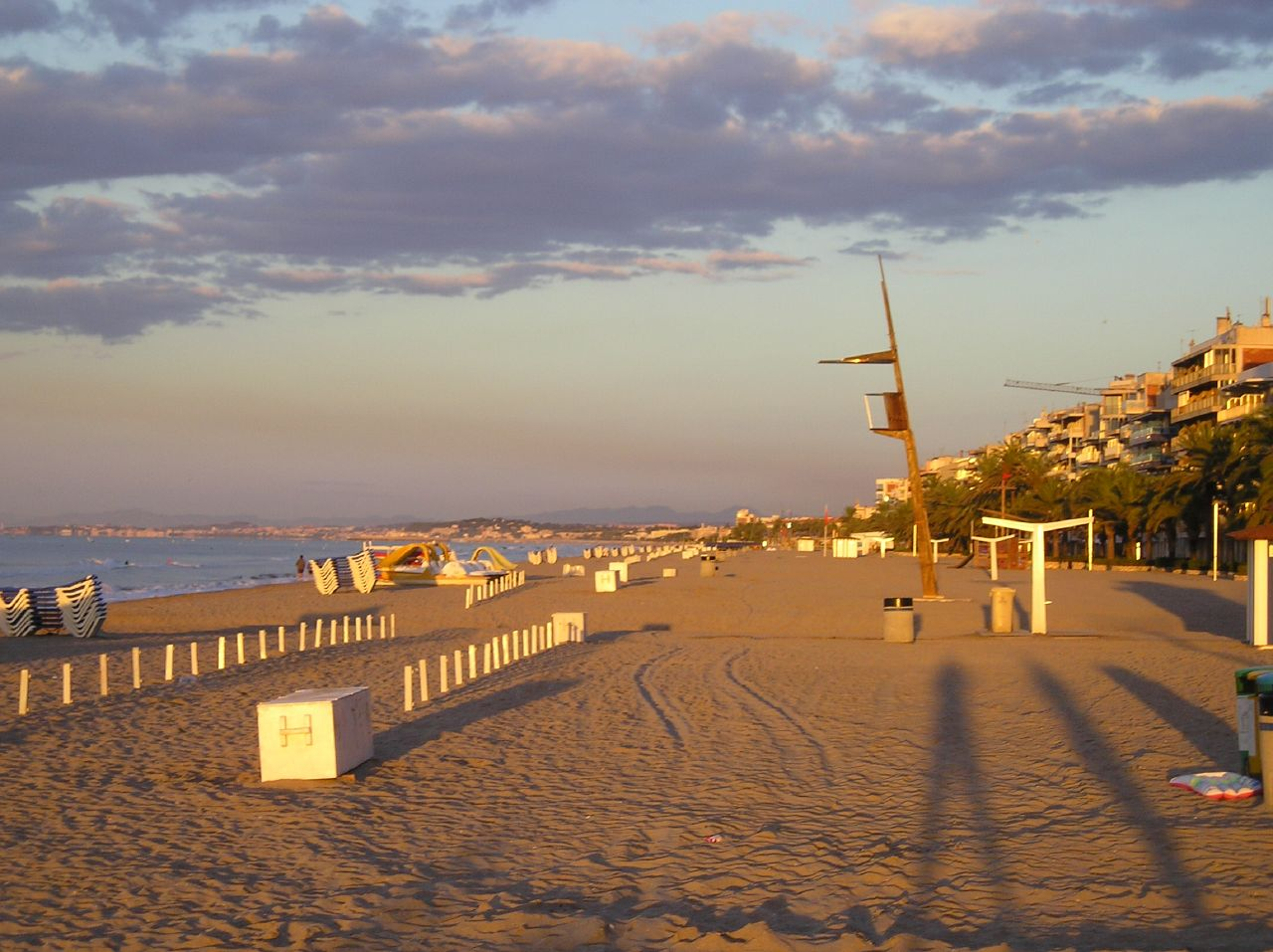
Playa de Calafell

Calafell, ubicado en el norte de la Costa Dorada, se encuentra situado en el corazón de la comarca del Baix Penedès. Obtuvo la Certificación DTF de Turismo Familiar otorgada por la Generalidad de Cataluña en 2006.
Calafell es un municipio turístico donde hay una amplia variedad de propuestas de ocio y entretenimiento durante todo el año. El turismo en Calafell radica sobre todo en la oferta gastronómica, especialmente en los productos de la zona como el vino y el pescado; también durante la época de verano tiene gran cantidad de ofertas de ocio marino, como clases de vela ligera, windsurf y padelsurf.

### Gastronomía
Los productos del mar constituyen la base de la gastronomía calafellense. El “arrossejat” es el buque insignia de la gastronomía de Calafell. Una auténtica comida de raíz pescadora y casera, que hoy en día se puede degustar también como un auténtico refinamiento gastronómico. No obstante, la gran variedad de restaurantes que existen en el municipio, algunos de ellos de renombre internacional, les ofrecerán también un suculento y variado repertorio de platos.
Más recientemente se ha recuperado de forma generalizada el “xató”, la ensalada a base de escarola característica de la región del Penedès. Este plato nunca se había dejado de consumir en el ámbito doméstico y figuraba en las cartas de algunos establecimientos. 

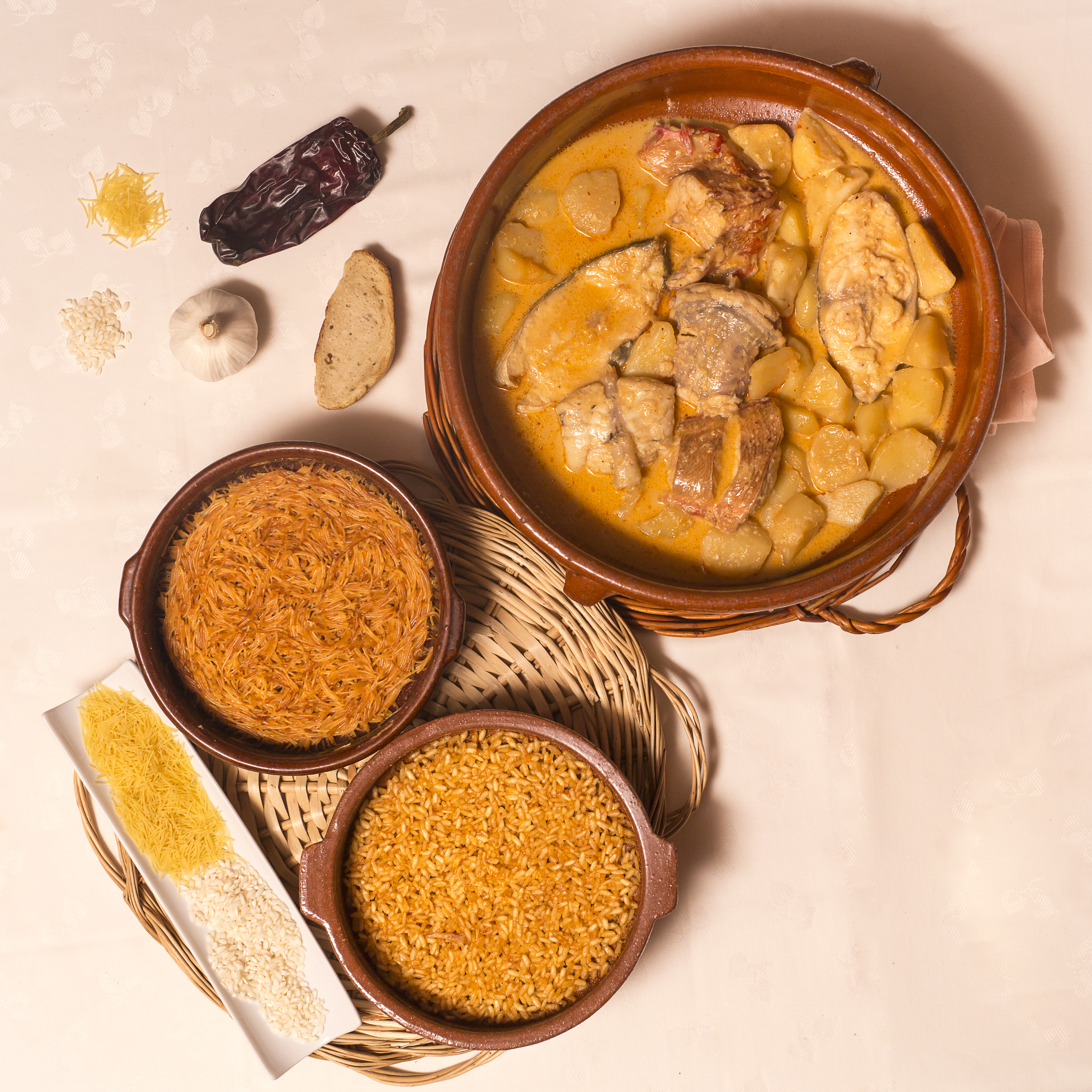
Arrossejat de Calafell

### Educación
El instituto principal de Calafell es el "INS Camí de Mar". El 9 de mayo de 2007 se celebraron los 20 años del centro. Ese mismo año se le otorga el premio al mejor instituto de Cataluña. En 2012 se celebraron los 25 años del centro con actividades varias como la creación de un lip-dub en honor a dicho aniversario y un musical hecho e interpretado por alumnos y profesores.
En Segur de Calafell se encuentra ubicado el (I.N.S La Talaia de Segur de Calafell) de reciente construcción (finalizada en el 2017).
En este centro se impartían clases en aulas prefabricadas desde la primera promoción 2007-2011.
En 2016 se finalizó la construcción del centro y en el día 16 de octubre de 2017, el centro educativo fue oficialmente inaugurado.

### Ciudad Jardín
Los conceptos de Ciudad Jardín y Segur de Calafell aparecen ligados desde que en 1947 naciera un proyecto de urbanización de la zona conocida históricamente como Quadra de Segur de la mano del arquitecto Manuel Baldrich, padre de los planos originales.
El desarrollo que luego tuvo aquel inicial concepto de Ciudad Jardín fue una hilera interminable de edificios frente al mar, producto de la especulación depredadora de finales de los 70 con el beneplácito de los sucesivos ayuntamientos. El citado crecimiento le valió el apelativo de mayor urbanización de Europa.
La parte de Segur que se mantiene aún en la zona de montaña como urbanización de viviendas unifamiliares conserva los rasgos característicos de la idea original.